# Liste der Monuments historiques in Meucon
Die Liste der Monuments historiques in Meucon führt die Monuments historiques in der französischen Gemeinde Meucon auf.

## Liste der Bauwerke
| Bezeichnung | Beschreibung | Standort       | Kennzeichnung | Schutzstatus | Datum | Bild           |
| ----------- | ------------ | -------------- | ------------- | ------------ | ----- | -------------- |
| Wegekreuz   |              | Norbrat (Lage) | PA00091446    | Inscrit      | 1927  | weitere Bilder |

## Liste der Objekte
- Monuments historiques (Objekte) in Meucon in der Base Palissy des französischen Kultusministeriums